# Dorothee Rätsch

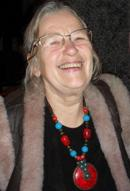
Dorothee Rätsch 2010

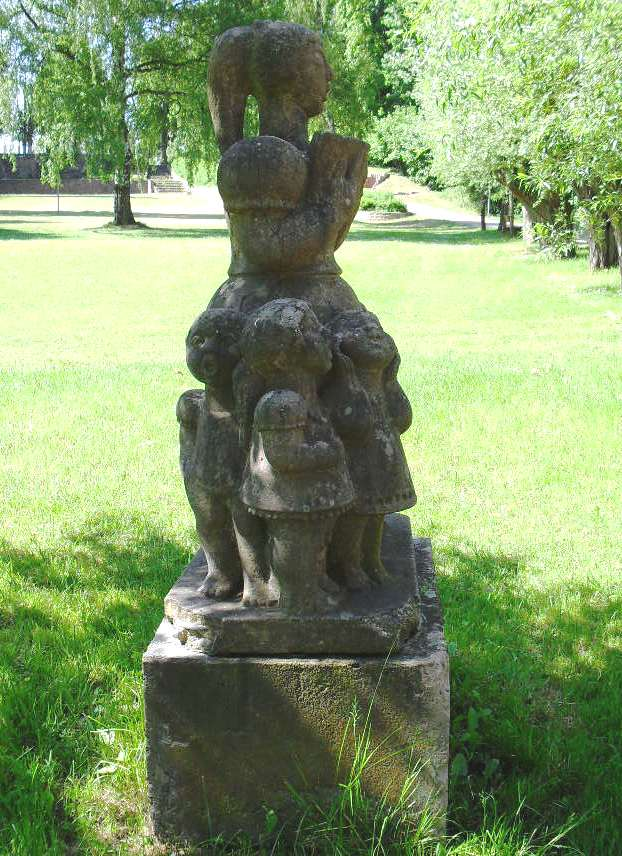
Kindergärtnerin am Nesselpfuhl in Lychen

Dorothee Rätsch (geb. Neumann; * 25. November 1940 in Heilsberg) ist eine deutsche Bildhauerin und Grafikerin.

## Leben und Werk
Dorothee Rätsch ist die Tochter der Schriftstellerin Margarete Neumann und Schwester des Schriftstellers Gert Neumann. 1945, mit Vorrücken der Front verließ die Mutter mit den Kindern Heilsberg westwärts und kam über Halle (Saale) nach Mecklenburg. Schon im Alter von neun Jahren begann Dorothee Neumann, sich in Kinder- und Jugendzirkeln mit plastischem Gestalten zu beschäftigen. Sie absolvierte von 1956 bis 1958 eine Lehre als Gärtnerin und arbeitete dann in ihrem Beruf. Von 1958 bis 1960 besuchte sie den Plastikzirkel der Humboldt-Universität zu Berlin und von 1962 bis 1971 den Plastik-Zirkel von Karl Rätsch im Haus der Kultur und Bildung Neubrandenburg. Sie heiratete Rätsch. Die Ehe ging später auseinander. Dorothee Rätsch war als Autodidaktin so erfolgreich, dass sie 1969 als Kandidatin und 1971 als Mitglied in den Verband Bildender Künstler der DDR aufgenommen wurde. Ab 1972 arbeitete sie in Lychen als freischaffende Bildhauerin. Besonders wichtig war und ist ihr die Arbeit als Kursleiterin mit Kindern und Jugendlichen. Sie schuf u. a. Großplastiken für den öffentlichen Raum, u. a. in der Stadt Neubrandenburg,Kleinplastiken, Medaillen und figurative Plastiken, Skulpturen und Reliefs und Holzschnitte. Der Kunsthistoriker Kuhirt rechnete ihre Büste Genossenschaftsbäuerin damals zu den „wichtigsten Leistungen der Porträtplastik“ in der DDR.
Als sie nach der deutschen Wiedervereinigung als Bildhauerin arbeitslos wurde, arbeitete sie ab 1991 in einer ABM-Stelle im Kulturbereich und baute von 1994 bis 1999 das Archäologische Freilichtmuseum Slawendorf Passentin als mittelalterlichen Lern- und Erlebnisort mit auf.
Seit 2000 ist Dorothee Rätsch wieder freischaffend als Bildhauerin tätig. Sie lebt in Passentin, wo auf ihrem Grundstück ein Skulpturengarten entstand.
Von ihren vier Kindern haben zwei eine künstlerische Laufbahn eingeschlagen: Maria (jetzt Wawra), fertigt kunstvolle Keramik (in Ballwitz) und Stephan Rätsch ist Puppenspieler (in Passentin).

## Ehrungen
- 1983 Fritz-Reuter-Preis des Bezirks Neubrandenburg
- 1999 Heinrich-Schliemann-Medaille

## Rezeption
- Eva-Martina Weyer (Journalistin): „Welch ein Mut zu Rundung und Fülle. Sehr oft wiederholt sich das Motiv „Mutter und Kind“. Immer sind es behütete Szenen.“[9]
- Werner Schinko: „Plastiken zeigen mehr als Poesie.“ … „Es ist zugleich ein wortloser Sprachversuch mit der Hoffnung auf Verständigung“[10]

## Werkbeispiele

### Architektur, Landschaftsarchitektur

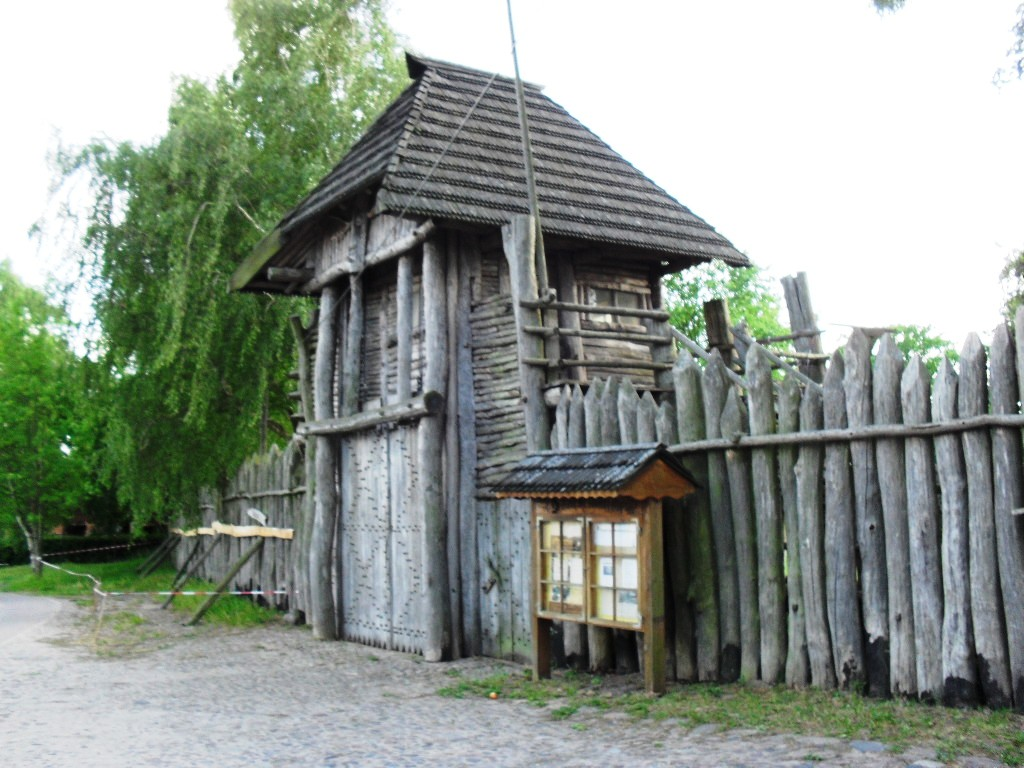
Portal des Slawendorfes Passentin

- seit 1989 Errichtung und Weiterentwicklung des Skulpturengartens Passentin-Terrakottafiguren in Harmonie mit der Natur- wie dort gewachsen. Zu besichtigen gelegentlich der jährlich in Mecklenburg-Vorpommern stattfindenden landesweiten Aktionen KUNST OFFEN und OFFENE GÄRTEN täglich von 10.00 bis 18.00 Uhr, sonst ganzjährig nach telefonischer Absprache Eintritt frei.
- 1994–1999 Aufbau des Slawendorfes Passentin (Idee, Entwurf, Baubegleitung)
- 2005 Schaffung eines Mandalas im interkulturellen Garten des Soziokulturellen Bildungszentrum Neubrandenburg e. V. Neubrandenburg / Reitbahnviertel[11]

### Plastiken
- Genossenschaftsbäuerin (Porträtbüste, Gips; auf der VI. Deutschen Kunstausstellung)[12]
- Genossenschaftsbauer (Statuette, Gips getönt; auf der VI. Deutschen Kunstausstellung)[13]

- Mädchen in der Sonne (1978, Bronze)[14]

Skulpturen
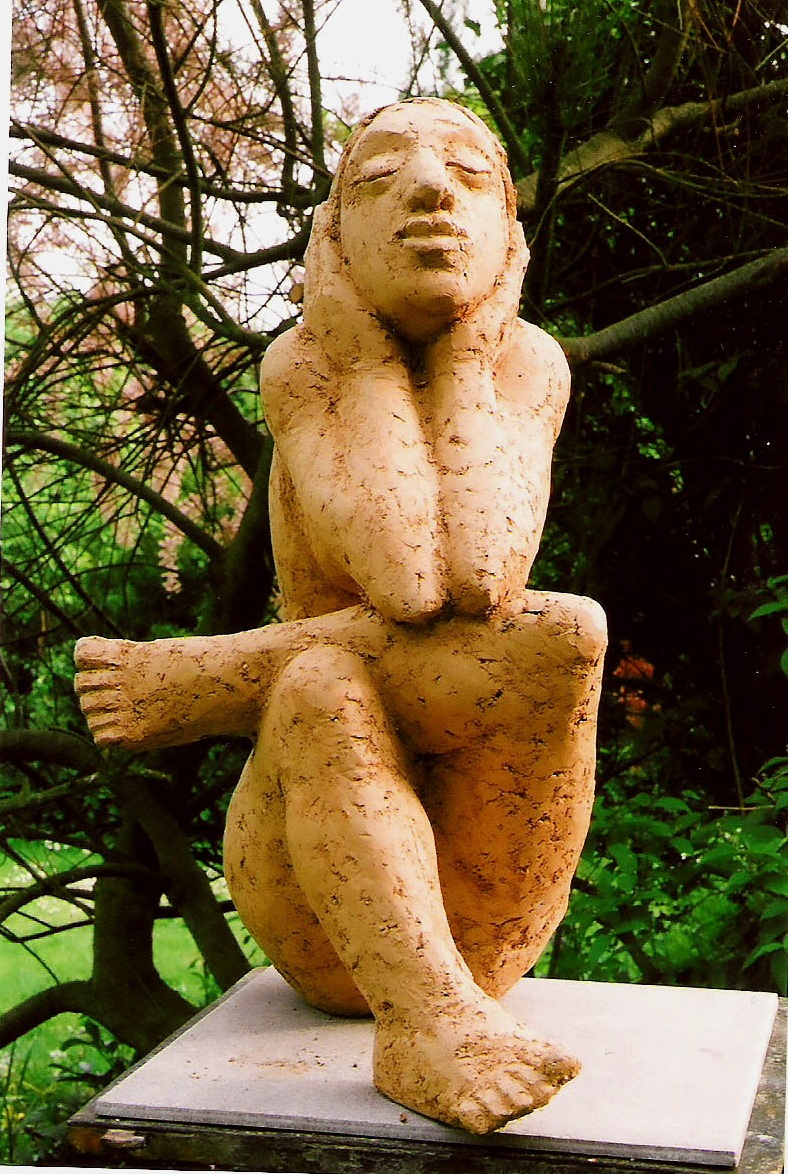
Lauschende
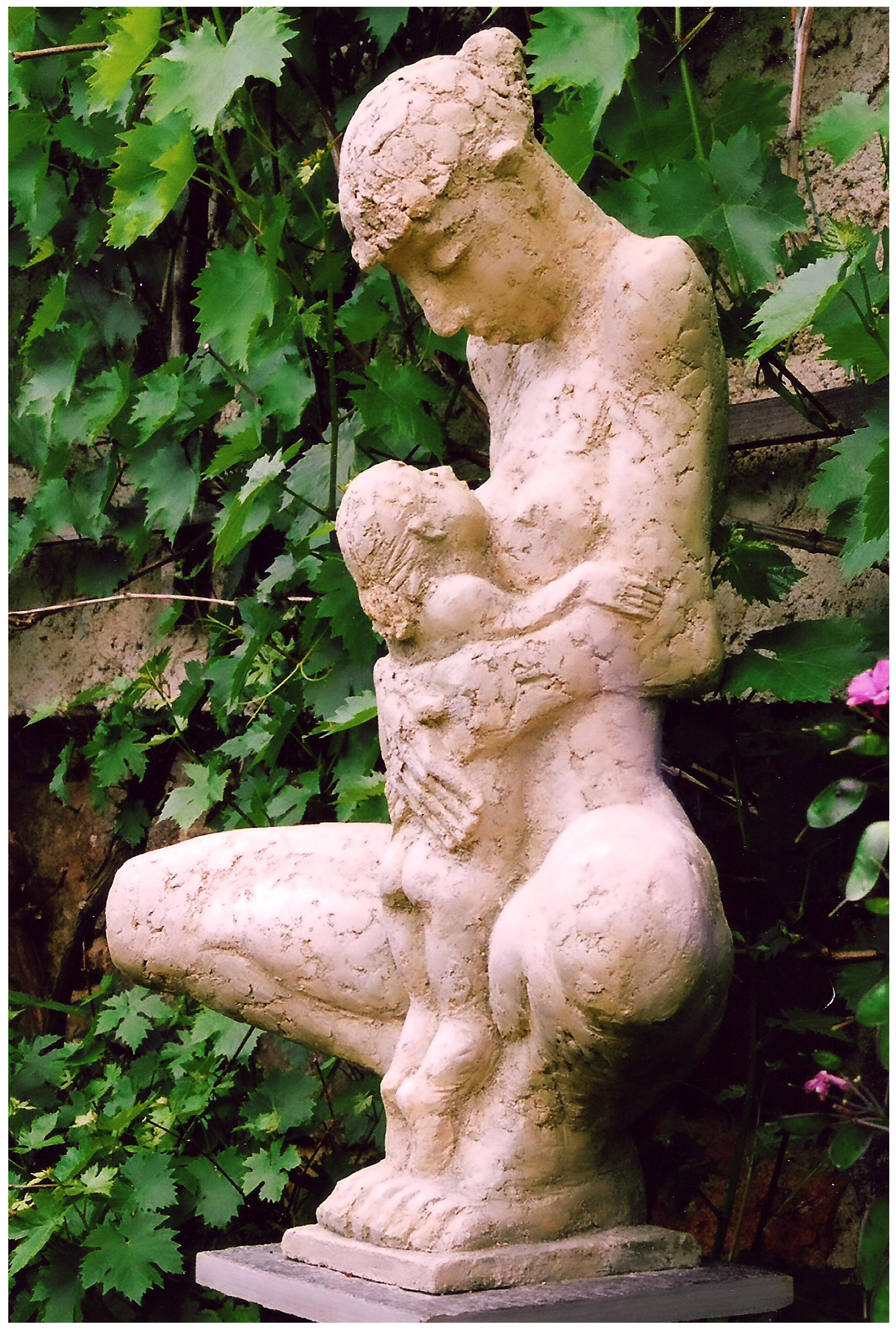
Mutter mit Kind
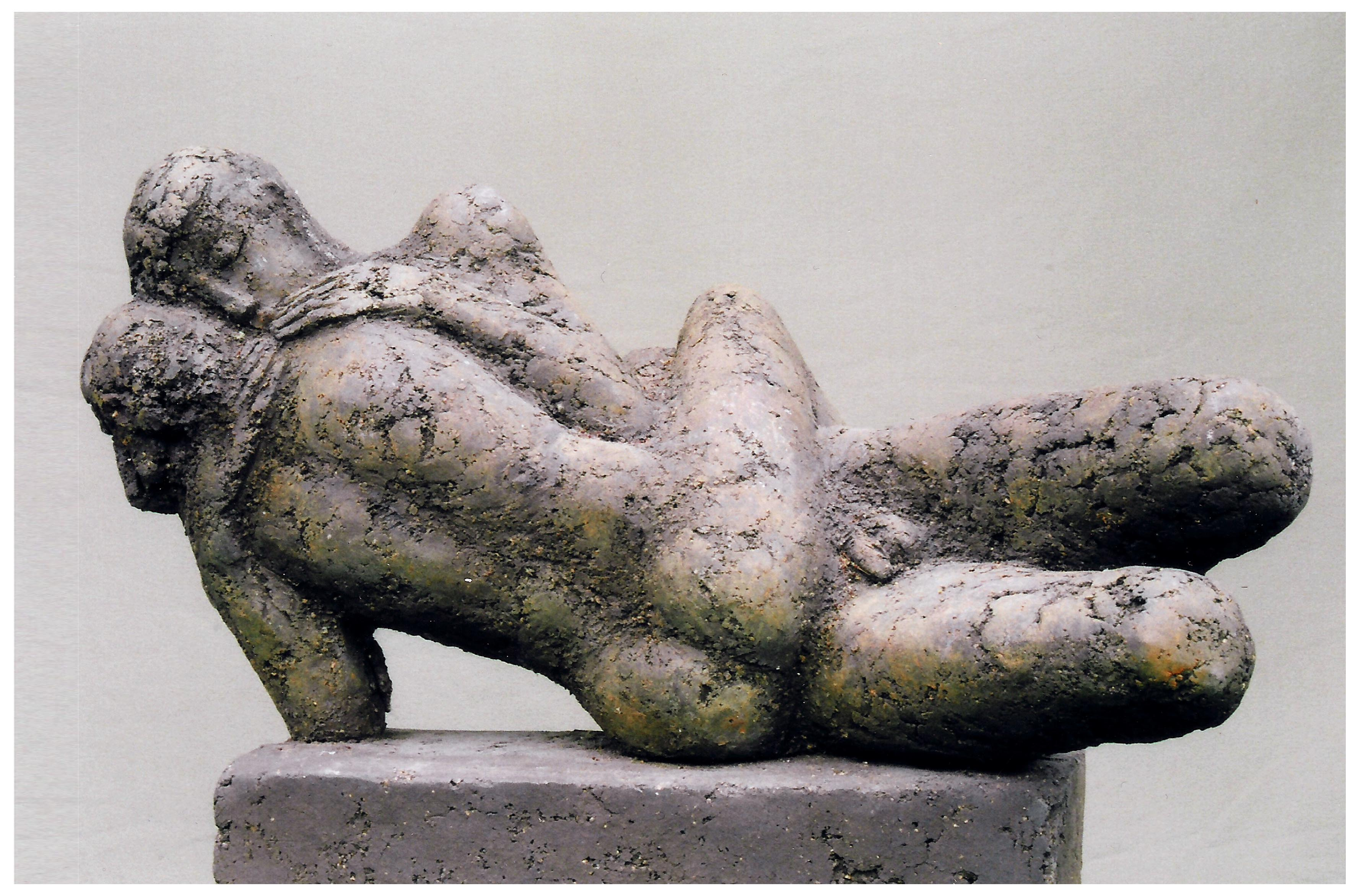
Liebespaar

## Ausstellungen (unvollständig)

### Teilnahme an zentralen und wichtigen regionalen Ausstellungen in der DDR
- 1967/1968 und 1977/1978: Dresden, VI. Deutsche Kunstausstellung und VIII. Kunstausstellung der DDR
- 1968: Halle/Saale, Staatliche Galerie Moritzburg („Sieger der Geschichte. Die Arbeiterpersönlichkeit in der bildenden Kunst der Deutschen Demokratischen Republik“)
- 1972, 1974, 1979 und 1984: Neubrandenburg, Bezirkskunstausstellungen
- 1975: Wanderausstellung „Kleinplastik und Grafik“
- 1976: Karl-Marx-Stadt, Städtische Museen („Jugend und Jugendobjekte im Sozialismus“)
- 1981: Dresden, Ausstellungszentrum am Fučík-Platz („25 Jahre NVA“)
- 1982: Fürstenwalde, Altes Rathaus („Miniatur in der bildenden Kunst der DDR“)

Außerdem Auslands-Ausstellungen in Petrosawodsk, Sofia, Budapest und Mexiko.

### Ausstellungen seit der deutschen Wiedervereinigung
- 2006 Teilnahme an der landesweiten Aktion KUNST:OFFEN[15]
- 2007 Skulpturen und Zeichnungen in der Galerie am Kietz in Schwedt/Oder
- 2007 im Schloss Rumpshagen (Ankershagen)
- 2007/2008 im Schliemann-Museum[16]
- 2008, 2009 und 2010 Teilnahme an der landesweiten Aktion KUNST:OFFEN[17][18]
- 2010 Plastik – Malerei – Grafik in der Müritz-Sparkasse Waren
- 2010 Skulptur aus Erde • Terrakottafiguren im Dominikanerkloster Prenzlau[19]